# Оливуча (Пескара)
Оливуча (итал. Olivuccia) је насеље у Италији у округу Пескара, региону Абруцо.
Према процени из 2011. у насељу је живело 25 становника. Насеље се налази на надморској висини од 277 м.